# Daniel Wretström
Daniel Wretström (Municipalità di Salem, 15 ottobre 1983 – Municipalità di Salem, 8 dicembre 2000) è stato un attivista di estrema destra svedese.
Militante del gruppo nazionalista Vit Legion (Legione bianca), fu assassinato nella notte tra l'8 e il 9 dicembre 2000 in un agguato compiuto da un gruppo di una quindicina di antirazzisti.
Le indagini condussero all'arresto di sette persone, tra le quali venne individuato quale esecutore materiale dell'omicidio Khaled Odeh, condannato per questo al manicomio criminale. Degli altri componenti il gruppo, tre furono condannati a svolgere quaranta ore di lavori socialmente utili, due vennero condannati al pagamento di un risarcimento pari a 1800 corone svedesi (circa 200 euro) mentre l'ultimo venne prosciolto.
A partire dal primo anniversario dell'omicidio, i gruppi nazionalisti svedesi organizzano ogni anno in dicembre una marcia commemorativa a cui partecipano circa un migliaio di persone provenienti principalmente dalla Scandinavia ma anche dalla Germania e dagli Stati Uniti d'America, attribuendo a Daniel Wretström la qualifica di martire. Il gruppo neonazista Combat 18 lo acclama come "il moderno Horst Wessel".